# Bråviken (naturreservat)
Bråviken är ett marint naturreservat i Norrköpings kommun i Östergötlands län.
Området är naturskyddat sedan 1968 och är 9 248 hektar stort. Reservatet omfattar ett hundratal öar och skär i Bråvikens mynning och större delen av Arkösunds skärgård. Reservatet består på några av öarna av gammal naturskogslik skog av gran och tall, på andra lövskog och på ytterligare några av sumpskog.